# 342P/SOHO
342P/SOHO est une comète périodique du système solaire, découverte le 30 juillet 2000 par l'observatoire spatial SOHO.